# SAY MY NAME (音楽グループ)
SAY MY NAME（セイマイネーム、朝: 세이마이네임）は、韓国の8人組ガールズグループ。iNKODE所属。韓国人4人、日本人2人、中国人1人、タイ人1人の8人で構成される。リーダーはヒトミ。2025年7月までは7人組だったが、メンバーのシュイが合流し8人組となった。略称はSMN、セマネ（朝: 세마넴）。公式ファンダム名はLOVvmE（ロミ、朝: 로미）。
2024年10月16日、東方神起の元メンバーであるジェジュンがプロデュースした初のガールズグループとしてシングル『SAY MY NAME』でデビューした。

## グループ名とコンセプト
グループ名の「SAY MY NAME」には「悲しいことがあったときは、私たちの名前を呼んでほしい」という想いが込められている。
グループのコンセプトは、「それぞれ違う傷や痛みを持って出会った少女たち。一緒に痛みと悲しみを克服し、みなさんに幸せを与えながら共に進んでいく。」というものである。

## 来歴

### 結成
2024年8月30日、iNKODEエンターテインメントの最高戦略責任者で歌手・俳優のジェジュンが10月に同事務所からデビューするガールズグループを手がけることが発表される。同時にグループ名「SAY MY NAME」と、メンバーのトレーラーを公開した。
同日から9月13日にかけて、ドヒ、カニー、メイ、ジュニ、ソハ、スンジュ、ヒトミの順にメンバーを公開した。

### 2024年 -: デビュー、シュイの加入
2024年9月26日、同年10月16日に発売のミニアルバムでデビューすることが発表された。10月5日・6日、幕張メッセイベントホールにて開催された「iNKODE to PLAY」において世界初パフォーマンスを披露し、15日みはデビューに先駆けてSBS公開ホールにてデビューショーケースを行った。16日、デビューミニアルバム『SAY MY NAME』を発売。10月23日付のBillboard Japan Download Albumsにて、日本未デビューながら「SAY MY NAME」が10位にランクインした。また同ミニアルバムは、10月28日付オリコン週間デジタルアルバムランキングでも9位にランクインした。11月26日、公式ファンダム名が「LOVvmE」に決定したことが発表された。
2025年2月15日、ソウル・奨忠体育館で開催された「Hanteo Music Awards 2024」に出席し、"Blooming Star"賞を受賞した。18日、同年3月13日に2作目となるミニアルバム『My Name Is...』をリリースすることが発表された。3月13日、『My Name Is...』を発売。また同日、日本公式ファンクラブが開設された。4月28日、日本初ファンミーティング『2025 SAY MY NAME 1st FAN MEETING in JAPAN Hello My LOVvmE』を開催。7月12日にシュイが加入。8月1日に初のシングル『ily』が発売された。

## メンバー
| 名前                   | 本名                 | 本名          | 本名            | 本名                | 生年月日               | 国籍 | 身長    | 血液型 | メンバーカラー | ポジション                    | 備考 |
| 名前                   | 仮名                 | 漢字/タイ文字 | ハングル        | 英字                | 生年月日               | 国籍 | 身長    | 血液型 | メンバーカラー | ポジション                    | 備考 |
| ---------------------- | -------------------- | ------------- | --------------- | ------------------- | ---------------------- | ---- | ------- | ------ | -------------- | ----------------------------- | --- |
| ヒトミ HITOMI 히토미   | ほんだ ひとみ        | 本田 仁美     | 혼다 히토미     | Honda Hitomi        | 2001年10月6日（23歳）  | 日本 | 158cm   | A      | 黄             | リーダー サブボーカル         | 元AKB48、元IZ*ONE                                                                                                |
| シュイ SHUIE 슈이      | ヤン・シューモン     | 杨舒萌        | 양슈멍          | Yang Shumeng        | 2004年6月6日（21歳）   | 中国 |         |        |                |                               | 2025年7月11日加入                                                                                                |
| メイ MEI 메이          | てらだ めい          | 寺田 萌衣     | 테라다 메이     | Terada Mei          | 2005年9月27日（19歳）  | 日本 | 159.8cm | O      | ピンク         | メインダンサー                | 元N-Twinkle TRIBE 『エビ中新メンバーオーディション合宿』参加者 『The Debut:Dream Academy』参加者（最終順位15位） |
| カニー KANNY 카니      | ナパサナン・ケウコン | นภัสนันท์ แก้วก่อง | 나파싸난 깨우껑 | Napassanan Kaewkong | 2005年12月26日（19歳） | タイ | 165cm   | O      | 赤             | ラップ ボーカル               | |
| ソハ SOHA 소하         | チョン・ミンハ       | 鄭珉河        | 정민하          | Jung Minha          | 2006年7月26日（19歳）  | 韓国 | 169cm   | A      | オレンジ       | メインボーカル                | |
| ドヒ DOHEE 도희        | キム・ドヒ           | 金導熙        | 김도희          | Kim Dohee           | 2006年12月9日（18歳）  | 韓国 | 163.8cm | AB     | 白             | リードボーカル                | |
| ジュニ JUNHWI 준휘     | ソ・ジュニ           | 徐俊輝        | 서준휘          | Seo Junhwi          | 2007年6月11日（18歳）  | 韓国 | 167cm   | A      | 黒             | サブダンサー                  | 「ジュンフィ」と表記されることもある。                                                                           |
| スンジュ SEUNGJOO 승주 | ユン・スンジュ       | 尹升注        | 윤승주          | Yoon Seungjoo       | 2010年9月24日（14歳）  | 韓国 | 163cm   | A      | 緑             | メインボーカル メインダンサー | 『放課後のときめき』参加者                                                                                       |

## 作品

### ミニアルバム
| タイトル    | 詳細 | 最高位 | 売上枚数         |
| タイトル    | 詳細 | KOR    | 売上枚数         |
| ----------- | --- | ------ | ---------------- |
| SAY MY NAME | - 発売日：2024年10月16日 - レーベル：Inkode - 規格：CD、音楽配信 収録曲 1. Be a Star 2. WaveWay 3. 8llowme 4. Goldilocks Water     | 15     | - KOR: 47,811枚  |
| MY NAME IS… | - 発売日：2025年3月13日 - レーベル：Inkode - 規格：CD、音楽配信 収録曲 1. XOXO 2. 1.2.3.4 3. Shalala 4. For My Dream 5. HE TOLD ME | 15     | - KOR: 103,191枚 |

### シングル
| タイトル | 年   | 最高位 | 初収録アルバム  |
| タイトル | 年   | KOR DL | 初収録アルバム  |
| -------- | ---- | ------ | --------------- |
| WaveWay  | 2024 | 39     | 『SAY MY NAME』 |
| ShaLala  | 2025 | 66     | 『MY NAME IS…』 |
| iLy      | 2025 | 未公表 | 未公表          |

## 出演

### テレビ番組
- K-POPドック!（2024年10月26日[30]・2025年1月18日・25日[31]、朝日放送テレビ）
- ハングルッ!ナビ（2025年2月6日 - 3月5日[32]、NHK Eテレ）
- 応援-HIGH　〜夢のスタートライン〜（2025年3月8日 - 、日本テレビ） - ヒトミ[33]

### イベント
- TGC北九州2024（2024年10月12日、西日本総合展示場新館）[34]
- 関西コレクション2025 SPRING&SUMMER（2025年3月2日、大阪ドーム）
- atmoscon 2025（2025年4月19日、新宿住友ビル）
- KCON JAPAN 2025（2025年5月9日 - 11日、幕張メッセ）

### Webメディア
- Non-no（2024年10月22日[35][36]）
- モデルプレス（2024年11月1日[37]）
- with（2024年11月7日[38][5][39]）
- ORICON NEWS（2024年11月9日[2]）
- 日テレNEWS NNN（2024年11月22日[40]）
- smart（2024年12月7日[41]）

### 広告・コラボレーション
- スキンケアブランド「TIAM」（2024年10月12日 - ）アンバサダー[42]
- ファーストキッチン（2025年1月22日 - 2月24日）期間限定コラボ[43]
- FILA（2025年3月2日 - ）スタイリングパートナー[44]

## 公演

### 単独
- 2025 SAY MY NAME 1st FAN MEETING Hello My LOVvmE（2025年4月28日）

### iNKODE主催・共催
- iNKODE to PLAY（2024年10月5日・6日、幕張メッセイベントホール）[45]
- 2025 <JUST US> LIVE in HONG KONG（2025年4月26日、啓徳体育園）

### 授賞式
- Hanteo Music Awards 2024（2025年2月15日、奨忠体育館）

## 受賞・ノミネート歴
| 賞                         | 年   | 部門                 | 対象       | 結果        | 注     |
| -------------------------- | ---- | -------------------- | ---------- | ----------- | ------ |
| ハントミュージックアワード | 2024 | ブルーミングスター賞 | 受賞       | SAY MY NAME | [ 21 ] |
| ソウル歌謡大賞             | 2025 | 新人賞               | ノミネート | SAY MY NAME | [ 46 ] |
| ソウル歌謡大賞             | 2025 | 今年の発見賞         | 受賞       | SAY MY NAME | [ 47 ] |